# Andréanne A. Malette
Pour les articles homonymes, voir Malette.
Andréanne A. Malette (née le 5 juillet 1988) est une autrice-compositrice-interprète canadienne. Sa chanson la plus connue est Fou, sortie en 2017.

## Biographie
Née à Ottawa en Ontario, elle a grandi à  Granby, au Québec. Elle est diplômée du Collège Mont-Sacré-Coeur de Granby en 2005. Elle habite maintenant à Montréal. Elle a été découverte par le grand public à Star Académie, émission de télévision de laquelle elle a été finaliste. En 2014, son premier album, Bohèmes, a été publié par les Productions J. En 2016, elle a participé aux FrancoFolies de Montréal avec Amélie Veille. En 2017, son album éponyme est sorti. Il s'agit de son deuxième album, et le premier en collaboration avec les Productions Nia. L'album est nommé au Gala de l'ADISQ 2018 dans la catégorie « Album de l'année - Folk », l'extrait Fou est nommé dans la catégorie « Chansons de l'année » et l'artiste est nommé dans la catégorie « Interprète féminine de l'année ». En 2021, son troisième album SITKA parait sous l'étiquette des Productions Nia. En 2024, son quatrième album Les jardins dérangés parait.
Elle a notamment joué le rôle de Sophie, la copine de Bryan (interprété par Yan England) dans le feuilleton télévisé Yamaska.
En 2023, elle participe à la première saison de l’émission Sortez-moi d’ici! diffusée sur TVA. Elle se rend en finale et est finalement couronnée grande gagnante de la première édition de l’émission. Elle gagne un montant de 100 000$ qui revient au Regroupement des maisons pour femmes victimes de violence conjugale, la fondation qu’elle avait choisie.

## Prix et distinctions
- 2008: Demi-finaliste au Festival international de la chanson de Granby[10]
- 2008: Participante à Ma première Place des Arts[11]
- 2012: Finaliste à Star Académie[4]
- 2018: Nomination au Gala de l'ADISQ dans la catégorie « Album de l'année – Folk » pour l'album Andréanne A. Malette[5]
- 2018: Nomination au Gala de l'ADISQ dans la catégorie « Chansons de l'année » pour l'extrait Fou[5]
- 2018: Nomination au Gala de l'ADISQ dans la catégorie « Interprète féminine de l'année »[5]
- 2018: Nomination pour le Prix Félix-Leclerc de la chanson[12]
- 2018: Lauréate du Prix Eddy Marnay de la Société professionnelle des auteurs et compositeurs du Québec[13]
- 2018: Lauréate du Prix de la chanson populaire de la Société canadienne des auteurs, compositeurs et éditeurs de musique[14]
- 2019: Nomination pour le Prix Félix-Leclerc de la chanson[12]
- 2019: Lauréate du Prix de la chanson populaire de la Société canadienne des auteurs, compositeurs et éditeurs de musique[14]
- 2023: Gagnante de la téléréalité Sortez-moi d'ici![15]

- 2024: Nomination au Gala de l’ADISQ dans la catégorie « Album de l'année – Adulte contemporain »[16]
- 2024: Nomination au Gala de l’ADISQ dans la catégorie « Chanson de l’année » pour la chanson Le reste du temps[16]